# Hooverphonic
Hooverphonic is een Belgische band die voornamelijk triphop maakt en reeds vanaf haar ontstaan internationale erkenning geniet. Aanvankelijk was de naam Hoover, maar na een auteursrechtenkwestie werd de naam gewijzigd.
De groep behoort tot de weinige muzikale acts die in beide landsdelen van België erg bekend zijn, en bestaat tegenwoordig uit bassist en programmeur Alex Callier en gitarist Raymond Geerts. Geert Noppe is de toetsenist van Hooverphonic. Sinds 2020 is Geike Arnaert na 12 jaar opnieuw de frontzangeres.

## Geschiedenis
Vanaf hun oprichting in 1995 ging hun carrière de hoogte in. Al één jaar na het uitbrengen van het eerste album, A New Stereophonic Sound Spectacular in 1996, werd een van hun nummers ("2 Wicky") gebruikt voor de soundtrack van de film Stealing Beauty van Bernardo Bertolucci.

### Internationale doorbraak

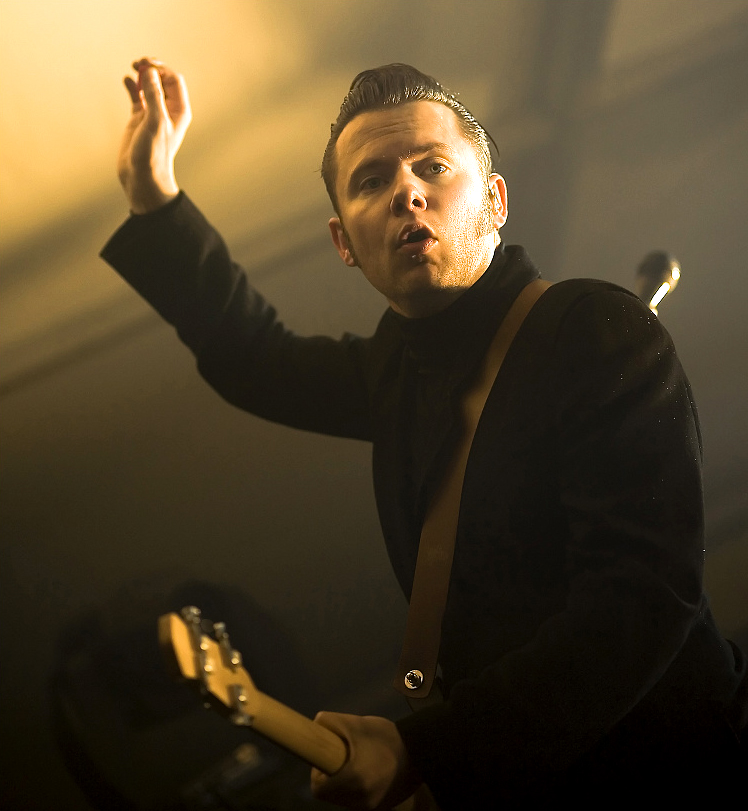
Alex Callier

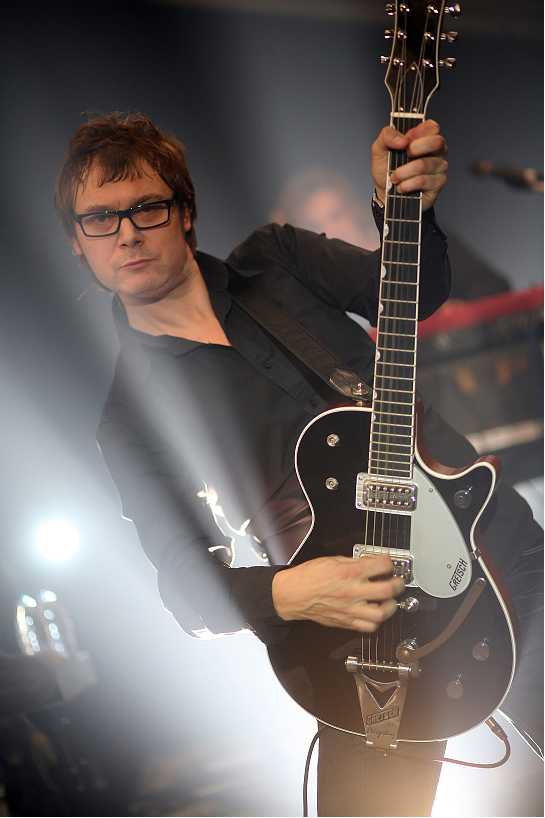
Raymond Geerts

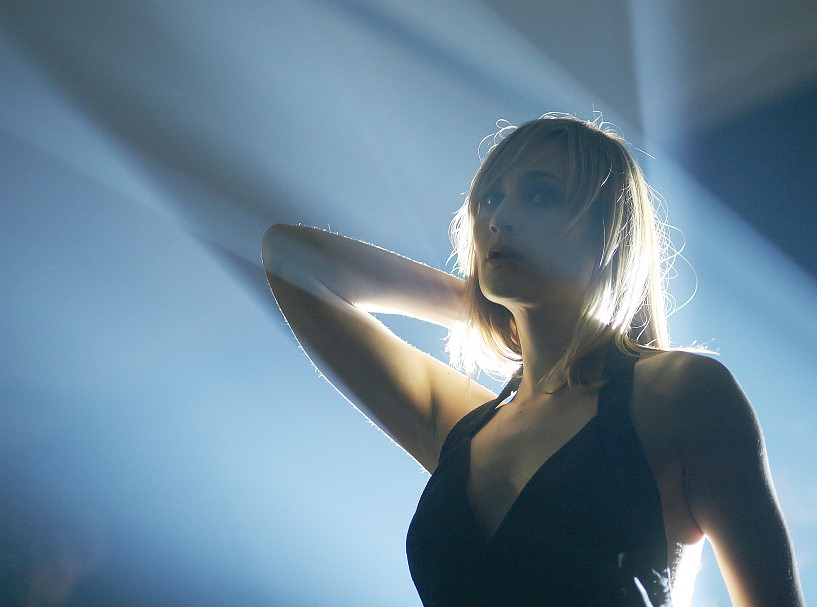
Geike Arnaert

Daarna begon in 2000 de internationale doorbraak voor de band met het album The Magnificent Tree, dat een groot succes werd in Europa en de VS. Hooverphonic kwam ook meer in de kijker dankzij hun optreden tijdens de openingsceremonie van het Europees kampioenschap voetbal dat jaar. Een miljard mensen keek naar hun optreden.
Ze gingen anderhalf jaar op tournee, onder meer door de VS, en gaven verschillende concerten. Hits van dit album waren onder meer "Mad About You" en "Vinegar & Salt".
Vervolgens kwam het conceptalbum Jackie Cane (2002). Er gingen meer dan 100.000 stuks van over de toonbank.
In 2003 ging de groep op tournee langs culturele centra in negen Europese landen onder het concept Sit down and listen.
In 2005 werd (No) More Sweet Music uitgebracht, een dubbelalbum met tweemaal dezelfde nummers, maar in een verschillende versie. De plaat haalde al voor haar verschijning goud in België, vervolgens ging het vlotjes naar platina. De nummers "Wake Up", "You Hurt Me" en "Dirty Lenses" werden uitgebracht als singles en werden hits in België.

### Platenfirma
De single "Wake up" werd zeer gewaardeerd door buitenlandse radiozenders. Toch verliep de uitgave van de Europese versie niet zoals gehoopt. Van zijn toenmalige platenfirma Sony/BMG moest Hooverphonic voor nog twee platen bijtekenen eer men het album No More Sweet Music Europees wilde uitbrengen. Op die 'chantage' (aldus manager Filip Vanes) wilde de groep niet ingaan. Vervolgens werd het uitbrengen van de Europese versie door Sony/BMG geboycot. Hooverphonic verbrak de samenwerking met Sony/BMG, en verschillende andere maatschappijen onderhandelden met de band over een contract. Uiteindelijk ging Hooverphonic in zee met PIAS, dat de distributie op zich nam; de band kreeg creatieve autonomie.
In april 2006 bracht de band nog een best of-album uit naar aanleiding van hun tienjarig bestaan: Singles 96-06. De groep verkocht ondertussen meer dan 1 miljoen cd's. In deze periode speelde de band ook in clubs van 1000 à 2000 plaatsen over heel Europa. De ticketverkoop liep steeds vlot, zeker in Oost-Europa. Hooverphonic werd ook regelmatig gevraagd voor internationale festivals.

### Nieuwe richting
Vervolgens besliste de groep een nieuwe richting uit te gaan met psychedelische pop-rockmuziek, te vinden op hun cd The President of the LSD Golf Club (2007), een tiendelig album met nummers als "Expedition Impossible", "Gentle Storm", "Stranger" en "Bohemian Laughter". Hoewel dit album het minst commerciële van de band was, kon het rekenen op erg positieve kritieken in de pers en bij de fans. "Gentle Storm" werd gekozen als eerste Europese single en werd in maart 2008 uitgebracht over heel Europa (op het VK na).
Na een uitgebreide promotie van The President of the LSD Golf Club door Nederland en België (met onder meer een ruime tournee) zou de groep zich richten op de internationale versie. Op 10 oktober 2008 maakte het management van Hooverphonic bekend dat Geike Arnaert muzikaal een andere richting wenste uit te gaan en de groep zou verlaten. Desondanks verscheen de single "Mijn Leven", die dag live opgenomen met terminaal kankerpatiënt Andy Sierens voor het VTM-programma "Hart voor elkaar", in februari 2009 met als vermelding "Andy Sierens A.K.A. Vijvenveertig & Hooverphonic" als uitvoerenden. Het haalde de nummer 1-positie in de Ultratop 50 twee weken nadat "Home" van Tom Helsen & Geike Arnaert die koppositie verlieten.
Op 29 oktober 2010 werd een nieuwe single aangekondigd, "The Night Before". De nieuwe zangeres, Noémie Wolfs, werd op 4 november bekendgemaakt in het televisieprogramma De Laatste Show. Het album The Night Before kwam uit op 26 november 2010, op 14 oktober 2011 gevolgd door de single "Heartbroken".
In maart 2012 verscheen Hooverphonic with orchestra, met daarop de eerste studioversie van "Unfinished Sympathy", een cover van het gelijknamige nummer van de Britse groep Massive Attack.
In maart 2015 stapte zangeres Wolfs uit de groep. Alex Callier zei daarover dat de chemie weg was en dat de beslissing in onderling overleg genomen was.
In maart 2016 werd bij de verschijning van het album In Wonderland bekendgemaakt dat de groep live verderging met twee zangeressen en een zanger: Kimberly Dhondt, Nina Sampermans en Pieter Peirsman. De volgende twee jaar bleef dit de livebezetting.
In april 2018 werd Luka Cruysberghs voorgesteld als de nieuwe zangeres van Hooverphonic. De band werd eind 2019 door de VRT geselecteerd als Belgische inzending voor het Eurovisiesongfestival 2020 in Rotterdam, Nederland. Hooverphonic zou met Release Me deelnemen. Het festival werd evenwel geannuleerd vanwege de coronapandemie. Hierna werd besloten dat Hooverphonic België zou vertegenwoordigen op het Eurovisiesongfestival 2021, zij het met een nieuw nummer.

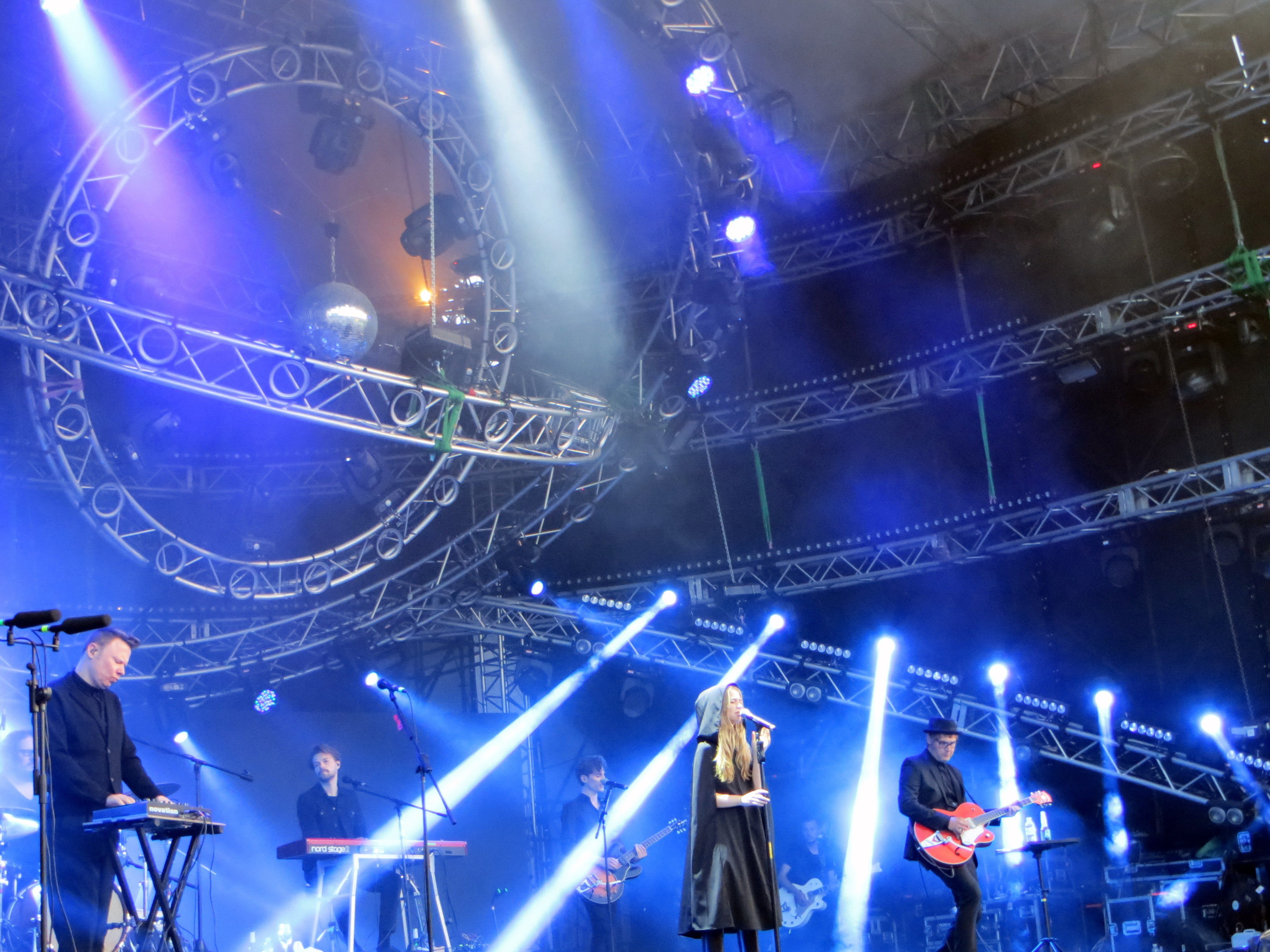
Een optreden van Hooverphonic in 2019

Begin november 2020 kwam het nieuws dat de samenwerking met Luka Cruysberghs werd stopgezet en dat Geike Arnaert terug bij de band kwam. Volgens Callier staat de samenstelling met Arnaert bij velen bekend als "core Hooverphonic". Met Arnaert maakte de groep een nieuw lied voor het Eurovisiesongfestival, The Wrong Place, waarmee ze de finale haalden. In de finale haalden ze de 19de plaats op 26 deelnemers. Die positie was vooral te danken aan de vakjury's; het publiek had slechts drie punten over voor het lied. Twee van deze punten kwamen vanuit Litouwen en één uit Oekraïne.

## Bezetting
- Geike Arnaert – leadzang (1997–2008, 2020-heden)
- Alex Callier – basgitaar, programming (1995-heden)
- Raymond Geerts – leadgitaar (1995-heden)
- Geert Noppe - toetsen, achtergrondzang (2018-heden)
- Pieter Peirsman – zang, gitaar (2016-heden)

### Voormalige bandleden
- Esther Lybeert – leadzang (1995–1996)
- Frank Duchêne – keyboards (1995–1998)
- Liesje Sadonius – leadzang (1996–1997)
- Kyoko Baertsoen – leadzang (1997)
- Noémie Wolfs – leadzang (2010–2015)
- Nina Sampermans – zang (2016–2017)
- Kimberly Dhondt – zang (2016–2017)
- Luka Cruysberghs – leadzang (2018–2020)

## Prijzen
De band haalde meerdere malen een ZAMU Award, hun album The President of the LSD Golf Club werd bekroond met de Cutting Edge Award 2008 en Hooverphonic werd in 2011 ook bekroond als beste groep bij de Music Industry Awards 2011.

## Discografie

### Albums
| Album met eventuele hitnotering(en) in de Nederlandse Album Top 100 | Datum van verschijnen | Datum van binnenkomst | Hoogste positie | Aantal weken | Opmerkingen |
| ------------------------------------------------------------------- | --------------------- | --------------------- | --------------- | ------------ | ----------- |
| Hooverphonic Presents Jackie Cane                                   | 2002                  | 05-04-2003            | 87              | 2            |             |
| The Night Before                                                    | 29-11-2010            | 05-01-2011            | 34              | 3            |             |
| Hooverphonic with Orchestra                                         | 09-03-2012            | 17-03-2012            | 69              | 1            |             |

| Album met hitnotering(en) in de Vlaamse Ultratop 200 albums | Datum van verschijnen | Datum van binnenkomst | Hoogste positie | Aantal weken | Opmerkingen          |
| ----------------------------------------------------------- | --------------------- | --------------------- | --------------- | ------------ | -------------------- |
| A New Stereophonic Sound Spectacular                        | 29-07-1996            | 17-08-1996            | 17              | 13           | als Hoover           |
| Blue Wonder Power Milk                                      | 11-05-1998            | 16-05-1998            | 7               | 14           |                      |
| The Magnificent Tree                                        | 21-08-2000            | 02-09-2000            | 2               | 107          | Platina              |
| Hooverphonic Presents Jackie Cane                           | 27-09-2002            | 05-10-2002            | 1(2wk)          | 34           | Platina              |
| Sit Down and Listen to Hooverphonic                         | 01-03-2003            | 04-10-2003            | 4               | 45           | Goud                 |
| (No) More Sweet Music                                       | 14-11-2005            | 19-11-2005            | 2               | 31           | Goud                 |
| Singles '96-'06                                             | 20-11-2006            | 25-11-2006            | 8               | 27           | Verzamelalbum / Goud |
| The President of the LSD Golf Club                          | 08-10-2007            | 13-10-2007            | 4               | 26           | Goud                 |
| The Night Before                                            | 29-11-2010            | 04-12-2010            | 2               | 48           | Platina              |
| Hooverphonic with Orchestra                                 | 2012                  | 17-03-2012            | 1(3wk)          | 38           | Platina              |
| Hooverphonic with Orchestra Live                            | 2012                  | 03-11-2012            | 1(1wk)          | 40           | Goud                 |
| Collected                                                   | 2012                  | 15-12-2012            | 136             | 3            |                      |
| Reflection                                                  | 2013                  | 23-11-2013            | 1(1wk)          | 61           | Platina              |
| In Wonderland                                               | 2016                  | 26-03-2016            | 1(1wk)          | 47           | Goud                 |
| The Best of Hooverphonic                                    | 2016                  | 29-10-2016            | 3               | 55           | Verzamelalbum        |
| Looking for Stars                                           | 2018                  | 24-11-2018            | 4               | 21           | Goud                 |
| Hidden Stories                                              | 2021                  | 15-05-2021            | 1               | 14*          |                      |

### Singles
| Single met eventuele hitnotering(en) in de Nederlandse Top 40 | Datum van verschijnen | Datum van binnenkomst | Hoogste positie | Aantal weken | Opmerkingen                  |
| ------------------------------------------------------------- | --------------------- | --------------------- | --------------- | ------------ | ---------------------------- |
| Mad about you                                                 | 2001                  | -                     |                 |              | Nr. 83 in de Single Top 100  |
| Jackie Cane                                                   | 2001                  | -                     |                 |              | Nr. 100 in de Single Top 100 |
| Sometimes                                                     | 2003                  | -                     |                 |              | Nr. 69 in de Single Top 100  |
| The night before                                              | 25-10-2010            | -                     |                 |              | Nr. 97 in de Single Top 100  |

| Single met hitnotering(en) in de Vlaamse Ultratop 50 | Datum van verschijnen | Datum van binnenkomst | Hoogste positie | Aantal weken | Opmerkingen                                             |
| ---------------------------------------------------- | --------------------- | --------------------- | --------------- | ------------ | ------------------------------------------------------- |
| Eden                                                 | 1998                  | 27-02-1999            | tip12           | -            |                                                         |
| Mad about you                                        | 11-08-2000            | 01-07-2000            | 23              | 14           | Nr. 23 in de Radio 2 Top 30                             |
| Vinegar & salt                                       | 2000                  | 04-11-2000            | tip6            | -            |                                                         |
| Out of sight                                         | 2001                  | 10-03-2001            | tip11           | -            |                                                         |
| Jackie Cane                                          | 2001                  | 29-09-2001            | tip3            | -            |                                                         |
| The world is mine                                    | 2002                  | 05-10-2002            | 48              | 1            | Nr. 21 in de Radio 2 Top 30                             |
| Sometimes                                            | 2002                  | 18-01-2003            | 36              | 7            | Nr. 24 in de Radio 2 Top 30                             |
| One                                                  | 2003                  | 12-04-2003            | tip11           | -            |                                                         |
| The last thing I need is you                         | 2003                  | 11-10-2003            | tip2            | -            |                                                         |
| Wake up                                              | 2005                  | 03-09-2005            | tip2            | -            |                                                         |
| You hurt me                                          | 2006                  | 18-02-2006            | 44              | 2            | Nr. 30 in de Radio 2 Top 30                             |
| Dirty lenses                                         | 2006                  | 18-03-2006            | tip11           | -            |                                                         |
| Expedition impossible                                | 2007                  | 27-10-2007            | 30              | 4            |                                                         |
| Gentle storm                                         | 2007                  | 24-11-2007            | tip4            | -            |                                                         |
| Circles                                              | 25-02-2008            | 29-03-2008            | tip23           | -            |                                                         |
| Mijn leven                                           | 02-02-2009            | 14-02-2009            | 1(2wk)          | 9            | met Andy Sierens A.K.A. Vijvenveertig                   |
| The night before                                     | 2010                  | 13-11-2010            | 3               | 24           | Nr. 1 in de Radio 2 Top 30 / Platina                    |
| Anger never dies                                     | 07-03-2011            | 26-03-2011            | 5               | 13           | Nr. 1 in de Radio 2 Top 30 / Goud                       |
| One two three                                        | 13-06-2011            | 20-08-2011            | 48              | 1            | Nr. 5 in de Radio 2 Top 30                              |
| Heartbroken                                          | 10-10-2011            | 22-10-2011            | tip5            | -            | Nr. 5 in de Radio 2 Top 30                              |
| Happiness                                            | 13-02-2012            | 17-03-2012            | 40              | 3            | Nr. 5 in de Radio 2 Top 30                              |
| Unfinished sympathy                                  | 21-05-2012            | 16-06-2012            | 27              | 7            | Nr. 17 in de Radio 2 Top 30                             |
| Renaissance affair [2012]                            | 2012                  | 06-10-2012            | tip8            | -            |                                                         |
| George's café                                        | 2012                  | 01-12-2012            | tip30           | -            |                                                         |
| Amalfi                                               | 2013                  | 28-09-2013            | 4               | 25           | Nr. 2 in de Radio 2 Top 30 / Platina                    |
| Ether                                                | 2014                  | 01-02-2014            | tip4            | -            |                                                         |
| Boomerang                                            | 2014                  | 31-05-2014            | tip6            | -            |                                                         |
| Gravity                                              | 2014                  | 04-10-2014            | tip4            | -            |                                                         |
| Badaboum                                             | 06-11-2015            | 21-11-2015            | 3               | 21           |                                                         |
| I like the way I dance                               | 21-03-2016            | 23-04-2016            | 23              | 8            |                                                         |
| Hiding in a song                                     | 17-06-2016            | 01-10-2016            | 35              | 3            |                                                         |
| You                                                  | 21-10-2016            | 19-11-2016            | 26              | 10           |                                                         |
| Romantic                                             | 20-04-2018            | 28-04-2018            | 14              | 18           |                                                         |
| Uptight                                              | 14-09-2018            | 29-09-2018            | 17              | 17           |                                                         |
| Looking for stars                                    | 12-04-2019            | 22-04-2019            | 35              | 11           |                                                         |
| Release me                                           | 17-02-2020            | 22-02-2020            | 21              | 9            | Geplande Belgische inzending Eurovisiesongfestival 2020 |
| Summer Sun                                           | 12-06-2020            | 20-06-2020            | 39              | 8            |                                                         |
| The Wrong Place                                      | 04-03-2021            | 13-03-2021            | 1(1wk)          | 15           | Belgische inzending Eurovisiesongfestival 2021          |
| Thinking About You                                   | 14-08-2021            | 28-08-2021            | 44              | 2            |                                                         |
| Lift Me Up                                           | 07-05-2021            | 11-12-2021            | 44              | 1            |                                                         |

## Varia
- De meeste nummers schrijft Callier zelf, maar "Jackie Cane" en "The last thing I need is you" schreef Callier samen met Cathy Dennis. Deze laatste is ook de componist van "Toxic" van Britney Spears en "Can't Get You Out of My Head" van Kylie Minogue.
- "The magnificent tree" was een van de duurste Belgische muziekproducties ooit. Het behoort tevens tot de top van de beste verkoopcijfers van de Belgische muziekgeschiedenis.
- De kleren van Arnaert werden ontworpen door de vriendin van Alex Callier, Amke Rijkenbarg. Vroeger werkte Geike ook met Jurgi Persoons. Hij ontwierp de bekende rode jurk die op de Jackie Cane-cover staat.
- De groep speelde voor 60.000 toeschouwers op Rock Werchter.
- Op het einde van het nummer "Renaissance Affair" van de plaat "Blue Wonder Power Milk" kan men Arnaert horen snuiven. Callier had haar al 12 takes laten doen van het nummer die hij tot zijn woede alle niet goed genoeg vond. Arnaert begon ervan te huilen en het gesnuif op het einde van het lied is gewoon een snik.
- Bij het nummer Magenta op de cd "Blue Wonder Power Milk" wordt er ook Nederlands gezongen. Callier, Geerts of Duchêne zegt hier als er héél goed wordt geluisterd: "Naar rechts", "naar onder", "nu ben je gecamoufleerd" en dan een paar keer "nu kleurt de wereld magenta", nadat een Japanner het in het Engels en in het Japans zei.

## Voorkomen in de media

### Films
- 2wicky – Stealing Beauty, Finalemente Soli, I Still Know What You Did Last Summer, My Best Friend, Permanent Midnight
- Sarangi – Charlie's Angels, The Dance
- Eden – I Still Know What You Did Last Summer
- This Strange Effect – Shades
- Renaissance Affair – Shades
- Shades (theme song) – Shades
- Mad About You – Driven, South Kensington, New Best Friend

### Televisie
- 2wicky – Entourage (Amerikaanse televisieserie, afl. 7, seizoen 2)
- Sarangi – Baywatch (Amerikaanse televisieserie). Pamela Anderson speelt een scène op Hooverphonic-muziek.
- Inhaler – The Real Blonde, CSI (Amerikaanse televisieserie)
- Eden – Zone Stad (Belgische politieserie)
- Eden – Thuis (Vlaamse soap)
- This Strange Effect – La Femme Nikita (Amerikaanse televisieserie)
- Mad About You – Las Vegas (Amerikaanse televisieserie), Cold Case (Amerikaanse politieserie), Third Watch (Amerikaanse televisieserie), The Umbrella Academy (Netflix-serie)
- Waves – Sex and the City (Amerikaanse televisieserie)
- The World is Mine – Mile High (themalied, Britse televisieserie)
- Het nummer Battersea van het album Blue Wonder Power Milk werd gebruikt in de eerste aflevering van de populaire televisieserie Third Watch (1999) en in de laatste aflevering Goodbye to Camelot in 2005.

### Reclame
- Wardrope – voor J.P. Morgan (VS)
- Battersea – voor Jaguar (VS)
- Eden – voor Repsol (Spanje) en Alpro (België)
- Renaissance Affair – voor Volkswagen Vapor Beetle
- Mad About You – voor Smart Car, Autoroutes (Frankrijk), Volvo, Eurotel Image (Tsjechië)
- Jackie Cane – voor Toyota (Spanje)
- Out Of Sight – voor Belgisch toerisme
- Visions – Lied voor Europees Voetbalkampioenschap 2000, reclame voor Procter & Gamble
- Amalfi – Danone

### Covers
- Eden – gecoverd door Sarah Brightman
- Dictionary – Eminem BIOrhythm, MTV
- Een Hooverphonic-sample werd door Eminem gebruikt
- 2wicky bevat een verwijzing naar Isaac Hayes' versie van Walk on by (1969).